# Léon Mundeleer (politicus)
Léon Henri Mundeleer (Elsene, 6 april 1885 - 14 december 1964) was een Belgisch liberaal politicus. Hij was de vader van PRL-politicus Georges Mundeleer.

## Levensloop
Mundeleer promoveerde tot doctor in de rechten en vestigde zich als advocaat in Brussel.
Hij was gemeenteraadslid in Elsene van 1919 tot 1947. Hij was provincieraadslid van 1918 tot 1929.
In 1929 werd hij verkozen tot liberaal volksvertegenwoordiger voor het arrondissement Brussel en vervulde dit mandaat tot in 1958. Van 1932 tot 1945 was hij ondervoorzitter van de Kamer.
Hij werd minister:
- van Landverdediging (12 februari 1945 - 9 januari 1946) in de regeringen Achiel Van Acker I en II;
- van Openbaar Onderwijs (11 augustus 1949 - 6 juni 1950) in de regering Gaston Eyskens I;
- van Middenstand (februari 1956 tot 2 juni 1958) in de regering Achiel Van Acker IV.

Hij was ondervoorzitter van de Ligue de l'Enseignement en werd vermeld als vrijmetselaar, redenaar in de loge Union et Progrès.